# دینو فاوا
دینو فاوا (انگلیسی: Dino Fava؛ زادهٔ ۱۶ مارس ۱۹۷۷) بازیکن فوتبال اهل ایتالیا است.
از باشگاه‌هایی که در آن بازی کرده‌است می‌توان به باشگاه فوتبال سالرنیتانا، باشگاه فوتبال ارورا پرو پاتریا ۱۹۱۹، باشگاه فوتبال بولونیا، باشگاه فوتبال اودینزه، باشگاه فوتبال تریستیانا، باشگاه فوتبال ناپولی، و باشگاه فوتبال وارزه اشاره کرد.